# Víctor Bernárdez
Víctor Salvador Bernárdez Blanco (* 24. Mai 1982 in La Ceiba) ist ein honduranischer Fußballspieler.

## Verein
Der in La Ceiba geborene Bernárdez begann seine Karriere bei CD Motagua, CD Vida und erneut CD Motagua, mit dem er den zentralamerikanischen Copa Interclubes UNCAF gewann. Trotz der Erfahrungen, die er dort vor seinem Wechsel ins Ausland sammelte, scheiterte er zunächst in England und Deutschland. Schließlich durfte er ein Probetraining beim belgischen Erstligisten RSC Anderlecht absolvieren, bekam daraufhin einen Vertrag und avancierte ab der Saison 2009/10 zum dortigen Stammspieler. Am Ende konnte er 14 Spiele und ein Tor sowie den Meistertitel verbuchen.
Am 28. Dezember 2011 gaben die San José Earthquakes bekannt, dass sie Bernárdez ab der Saison 2012 unter Vertrag nehmen. Bei den Quakes absolvierte er in sechs Jahren 162 Spiele und erzielte dabei sechs Tore. Nachdem er fast 18 Monate ohne neuen Verein war, schloss sich Bernárdez im Juli 2019 den Oakland Roots in der drittklassigen National Independent Soccer Association an.

## Nationalmannschaft
In der Nationalmannschaft debütierte Muma 2004 und qualifizierte sich mit Honduras für die Fußball-Weltmeisterschaft 2010 in Südafrika, wo er am 25. Juni 2010 gegen die Schweiz zum Einsatz kam. Auch 2014 wurde Bernárdez für den WM-Kader Honduras’ nominiert.

## Titel und Erfolge
- Honduranischer Meister: Apertura 2001/02, 2006/07
- Copa Interclubes UNCAF: 2007
- Belgischer Meister: 2010
- MLS-Supporters’-Shield-Sieger: 2012